# Eva Kubinyi
Eva Kubinyi (* 1969) ist eine deutsche Designerin mit den Schwerpunkten Typografie und Grafikdesign sowie Gestaltung im Raum. Sie lehrt seit 2015 als Professorin für Typografie am Fachbereich Gestaltung der FH Aachen.

## Leben
Nach ihrem Studium an der Merz Akademie in Stuttgart tritt Eva Kubinyi dem Atelier Intégral Ruedi Baur (integral designers) in Paris bei. Über mehr als 30 Jahre ist sie dort in Konzeption und Projektleitung tätig, als Partnerin sowie als Geschäftsführerin. Neben ihrer beruflichen Tätigkeit als Designerin nimmt sie diverse Lehraufträge im Bereich Grafikdesign und Typografie an, in Frankreich (École supérieure d'art et de design d'Amiens, Esad Amiens), in der Schweiz (Hochschule Luzern, HSLU) und in Deutschland (Bauhaus-Universität Weimar). Seit Oktober 2015 lehrt und forscht sie am Fachbereich Gestaltung der FH Aachen (Typo-Labor).

## Arbeitsgebiete
Der Schwerpunkt ihrer praktischen Arbeit liegt in den Bereichen Typografie und Grafikdesign, insbesondere für globale Designprogramme, Informations- und Leitsysteme für Städte und Regionen, gemeinnützige und kulturelle Institutionen, Unternehmen sowie kulturelle, soziale und humanitäre Veranstaltungen. Ausstellungskonzepte und Museumsdesign gehören ebenfalls zu ihrem Portfolio, ebenso wie Leitsysteme und städtebauliche Konzepte.
Zusammen mit Ruedi Baur und dem gemeinsamen Atelier Intégral Ruedi Baur in Paris (heute integral designers), ist sie an vielen internationalen Design-Projekten beteiligt. Dazu gehören unter anderem das Leitsystem der Schweizer Nationalausstellung Expo.02, das Erscheinungsbild der 2000-Jahr-Feierlichkeiten in Frankreich, das Erscheinungsbild und das Leitsystem des Flughafens Köln/Bonn, das Leitsystem der Stadt Metz, das Leitsystem des Vienna International Airport sowie das Leitsystem der neuen Metro-Linien Grand Paris Express.
Das Leitsystem des Grand Paris Express wurde unter Leitung von Eva Kubinyi und Ruedi Baur konzipiert und ist mit Abstand eines der umfassendsten Design-Projekte im Bereich Infrastruktur. Hierzu gehört die Schaffung einer einheitlichen und kohärenten visuellen Sprache, modulare Layoutprinzipien, die auf verschiedene statische und dynamische Medien vor Ort und auf persönliche Smartphones anwendbar sind, eine exklusive Typografie, von Peter Bil’ak entworfen, eine umfangreiche Palette von Piktogrammen, sowie Prinzipien der Kartografie und Illustration. Die Begleitung der Société du Grand Paris und der Architekten der Bahnhöfe sowie der Dialog mit Nutzerverbänden und der Verkehrsorganisationsbehörde in der Île-de-France ergänzten diesen umfassenden Auftrag, der sich über mehr als 10 Jahre erstreckte.
Weitere Projekte sind u. a. das Erscheinungsbild und Leitsystem des Museums moderner und zeitgenössischer Kunst mamco Genève (1994–95), das Leitsystem des Domaine National de Chambord (1995–97), das Erscheinungsbild und Leitsystem der Union centrale des arts décoratifs Paris (1995–97), die Gestaltung der Fassade der Hochschule Esisar Valence (1997, Architekten Lipsky-Rollet), das Erscheinungsbild, Leitsystem und Szenografie des Museum und Park Kalkriese (1999–2000, Architekten Gigon-Guyer), das Leitsystem des Inselspital Bern (ab 2000, Architekten Itten+Brechbühl), das Orientierungs- und Leitsystem der Mediathek Malraux in Straßburg (2007–08, Architekten Ibos Vitart), das Orientierungs- und Leitsystem der Staatsarchive Archives Nationales in Pierrefitte-sur-Seine (2013–14, Architekten Massimiliano Fuksas), sowie die Gestaltung einer behindertengerechten Leitsystem-Linie für öffentliche Gebäude Intégral EO (2014).
Ihre Projekte sind in zahlreichen Ausstellungen und Sammlungen (BNF, eMuseum Museum für Gestaltung Zürich) dokumentiert.
Das Forschungsprojekt www.typ-o.eu wurde 2018 mit dem Fellowship für digitale Innovationen in der Hochschullehre des Ministeriums für Kultur und Wissenschaft NRW in Kooperation mit dem Stifterverband ausgezeichnet. Das Projekt erscheint 2025 als Buchpublikation bei Niggli.

## Veröffentlichungen
- 1998: mit Intégral Ruedi Baur: Constructions, design Intégral Ruedi Baur et associés, Lars Müller Publishers (englisch, französisch)
- 2001: mit Intégral Ruedi Baur: Ruedi Baur, Intégral, and partners, Lars Müller Publishers (deutsch, englisch, französisch)
- 2002: mit Intégral Ruedi Baur: Expo.02, la signalétique, Jean-Michel Place éditions (französisch)
- 2003: mit Intégral Ruedi Baur: Köln Bonn Airport Corporate Design, Jean-Michel Place éditions (französisch)
- 2003: mit Intégral Ruedi Baur: Intégral Ruedi Baur et associés, designer+design Pyramid (französisch)
- 2004: mit Intégral Ruedi Baur: Intégral Ruedi Baur et associés, la suite, designer+design, Pyramid (französisch)
- 2010: mit Intégral Ruedi Baur: Ruedi Baur Intégral, Antizipieren, Hinterfragen, Einschreiben, Irritieren, Orientieren, Übersetzen, Unterscheiden, Lars Müller Publishers
- 2016: Essai Schrift im öffentlichen Raum – eine Sammlung, Schrägstrich 4.0 – das Typografie-Magazin
- 2018: mit Ilka Helmig und Eva Vitting: Visualising Science, FH Aachen
- 2020: Web-App www.typ-o.eu, FH Aachen[26] (deutsch, englisch, französisch)
- 2021: Essai Typeface! Classification?, Yearbook of Type 2021/22, Slanted 2021 (englisch)
- 2025: The quick classification guide for typography: A handbook for designers, Niggli Verlag (deutsch, englisch)